# Philipp Weiss (Sänger)

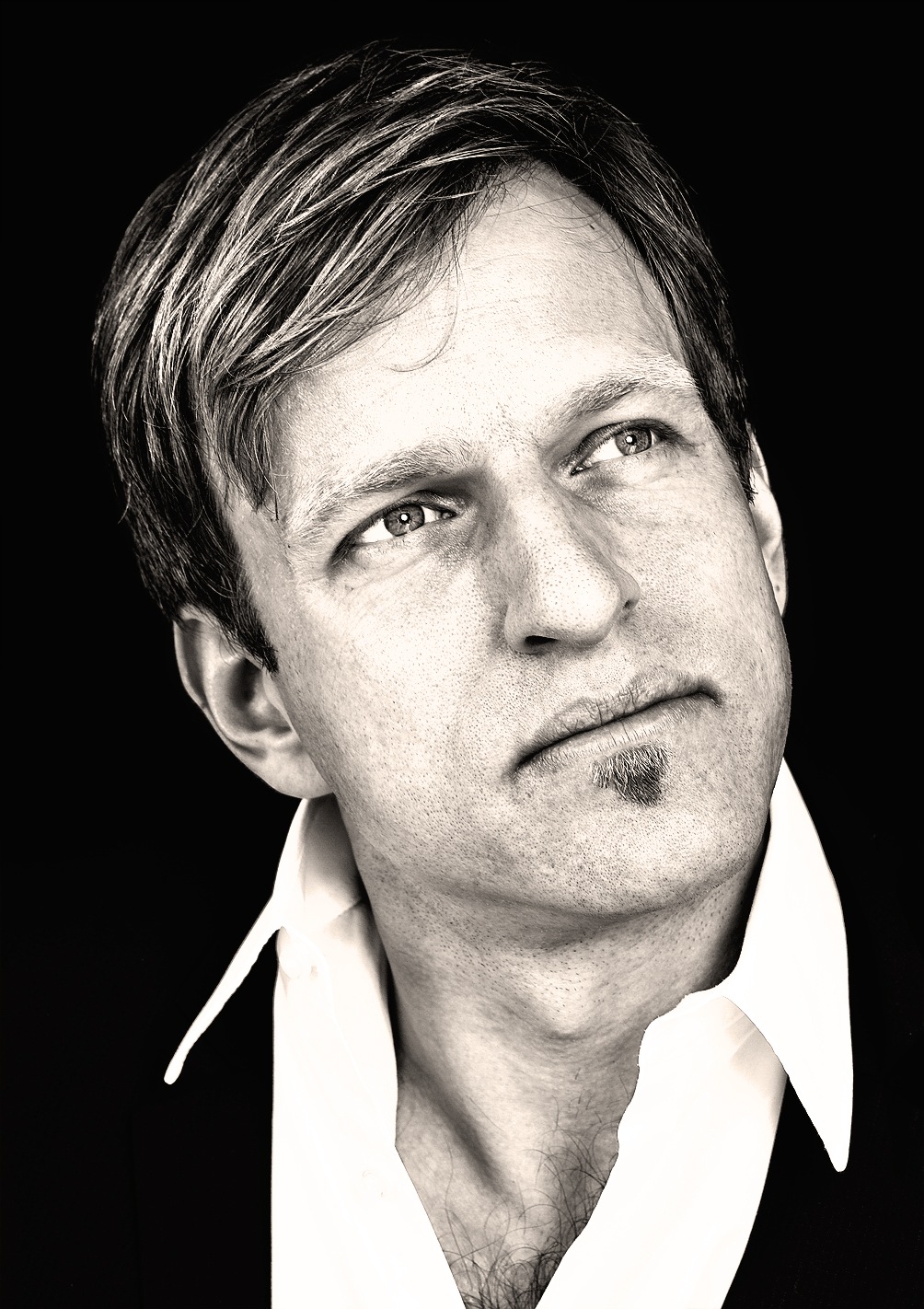
Philipp Weiss (2009)

Philipp Weiss (* 1971 in München) ist ein deutscher Crooner, der vor allem im Bereich des Jazz hervorgetreten ist.

## Werdegang
Weiss wuchs in einer musikalischen Familie auf; sein Vater spielte als Amateurmusiker Jazzgitarre. Ab 1980 erhielt er Klavierunterricht; 1984 begann er mit dem Schlagzeugspiel; 1991 gründete er seine erste Band. Sein Gesangsstudium am Richard-Strauss-Konservatorium begann der Bariton 1997. Im Jahr 2000 erhielt er ein Stipendium für den Popkurs an der Musikhochschule Hamburg. Mit der Band Liquid Loop veröffentlichte er 2003 das Lounge-Album Reset. Vermittelt durch seinen Mentor Mark Murphy kam es 2004 in New York zu Auftritten mit Steve Kuhn, mit dem er 2005 das Album You Must Believe in Spring vorlegte. Er gründete ein eigenes Quartett, tourte mit Daniel Kramer mehrfach auch durch Russland und trat auf Festivals auf. Mit Walter Lang veröffentlichte er das Album PWL (Enja 2014).
Weiterhin arbeitete er mit Till Brönner, Kim Sanders, Konstantin Wecker, Didier Lockwood, Nicola Conte (Rituals) oder Thomas Zoller. Auch komponierte er Theatermusik für das Bochumer Schauspiel.

## Preise und Auszeichnungen
Weiss gewann 2001 den Jazz-Song Expo Award; im selben Jahr wurde er für den Rock/Pop-Oscar in Bonn nominiert. 2004 gewann er das Young Generation Jazz-Festival. 2008 wurde ihm der Bayerische Kunstförderpreis verliehen.